# Herman Stigzelius
Herman Emil Stigzelius, född 14 augusti 1917 i Helsingfors, död 10 maj 1993 i Karis, var en finländsk  geolog.
Stigzelius blev teknologie doktor 1945. Han var 1946–1970 chef för handels- och industriministeriets gruvbyrå och 1970–1980 överdirektör för Geologiska forskningsanstalten. Han anlitades som sakkunnig av FN på olika håll i världen och undervisade därtill bland annat i gruvmätning vid Tekniska högskolan.
Stigzelius publicerade arbeten om järnfyndigheterna i Viljakkalatrakten i Birkaland och om mineralförekomsterna i Lappland, bland annat Kultakuume: Lapin kullan historia (1986). 